# Función (matemática)

En la imagen de una relación entre un conjunto de polígonos y un conjunto de números. A cada polígono le corresponde su número de lados.

Una función vista como una «caja negra», que transforma los valores u objetos de «entrada» en los valores u objetos de «salida»

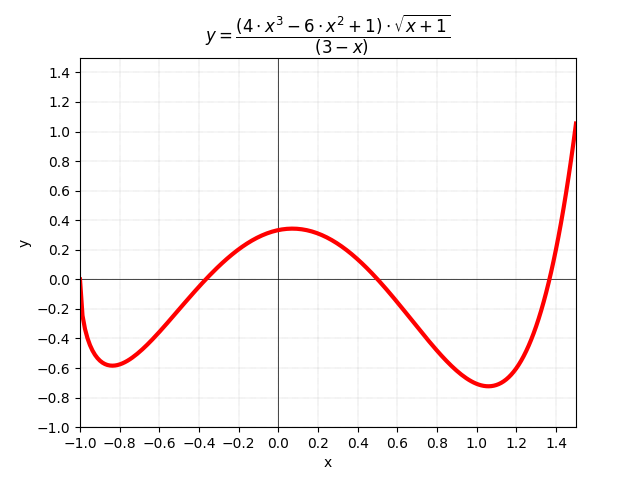
La curva roja es la gráfica de una función, porque cualquier línea vertical tiene exactamente un punto de cruce con la curva.

En las matemáticas, se dice que una magnitud es función de otra si el valor de la primera depende del valor de la segunda. 
Por ejemplo, el área A de un círculo es función de su radio r (el valor del área es proporcional al cuadrado del radio, A = π·r2). Del mismo modo, la duración T de un viaje en tren entre dos ciudades separadas por una distancia d depende de la velocidad v a la que se desplace el tren (a saber, la n es inversamente proporcional a la velocidad, T = d / v). A la primera magnitud (el área, la duración) se la denomina variable dependiente, y la magnitud de la que depende (el radio y la velocidad) es la variable independiente.
En análisis matemático, el concepto general de función,  se refiere a una regla que asigna a cada elemento de un primer conjunto un único elemento de un segundo conjunto. Las funciones son relaciones entre los elementos de dos conjuntos. Por ejemplo, cada número entero posee un único cuadrado, que resulta ser un número natural (incluyendo el cero):
| ... | −2 → +4, | −1 → +1, | 0 → 0,   |     |
|     | +1 → +1, | +2 → +4, | +3 → +9, | ... |

Esta asignación constituye una función entre el conjunto de los números enteros Z y el conjunto de los números naturales N. Aunque las funciones que manipulan números son las más conocidas, no son el único ejemplo: puede imaginarse una función que a cada palabra del español le asigne su letra inicial:
| ..., | Estación → E, | Museo → M, | Arroyo → A, | Rosa → R, | Avión → A, | ... |

Esta es una función entre el conjunto de las palabras del español y el conjunto de las letras del alfabeto español. 
La manera habitual de denotar una función f es:
f: A → B
 a → f(a),
donde A es el dominio de la función f; su primer conjunto, o conjunto de partida, y B es el codominio de f; su segundo conjunto, o conjunto de llegada. Por f(a) se denota la regla o algoritmo para obtener la imagen de un cierto objeto arbitrario a del dominio A, es decir, el (único) objeto de B que le corresponde. En ocasiones esta expresión es suficiente para especificar la función por completo, infiriendo el dominio y codominio por el contexto. En el ejemplo anterior, las funciones «cuadrado» e «inicial», llámeseles {\displaystyle f} y {\displaystyle g}, se denotarían entonces como:
{\displaystyle f:\mathbb {Z} \to \mathbb {N} }
{\displaystyle k\to k^{2}}, o sencillamente {\displaystyle f(k)=k^{2}};
g: V → A
 p → Inicial de p;
si se conviene V = {Palabras del español} y A = {Alfabeto español}. 
Una función puede representarse de diversas formas: mediante el citado algoritmo o ecuaciones para obtener la imagen de cada elemento, mediante una tabla de valores que empareje cada valor de la variable independiente con su imagen —como las mostradas arriba—, o como una gráfica que dé una imagen de la función.

## Historia

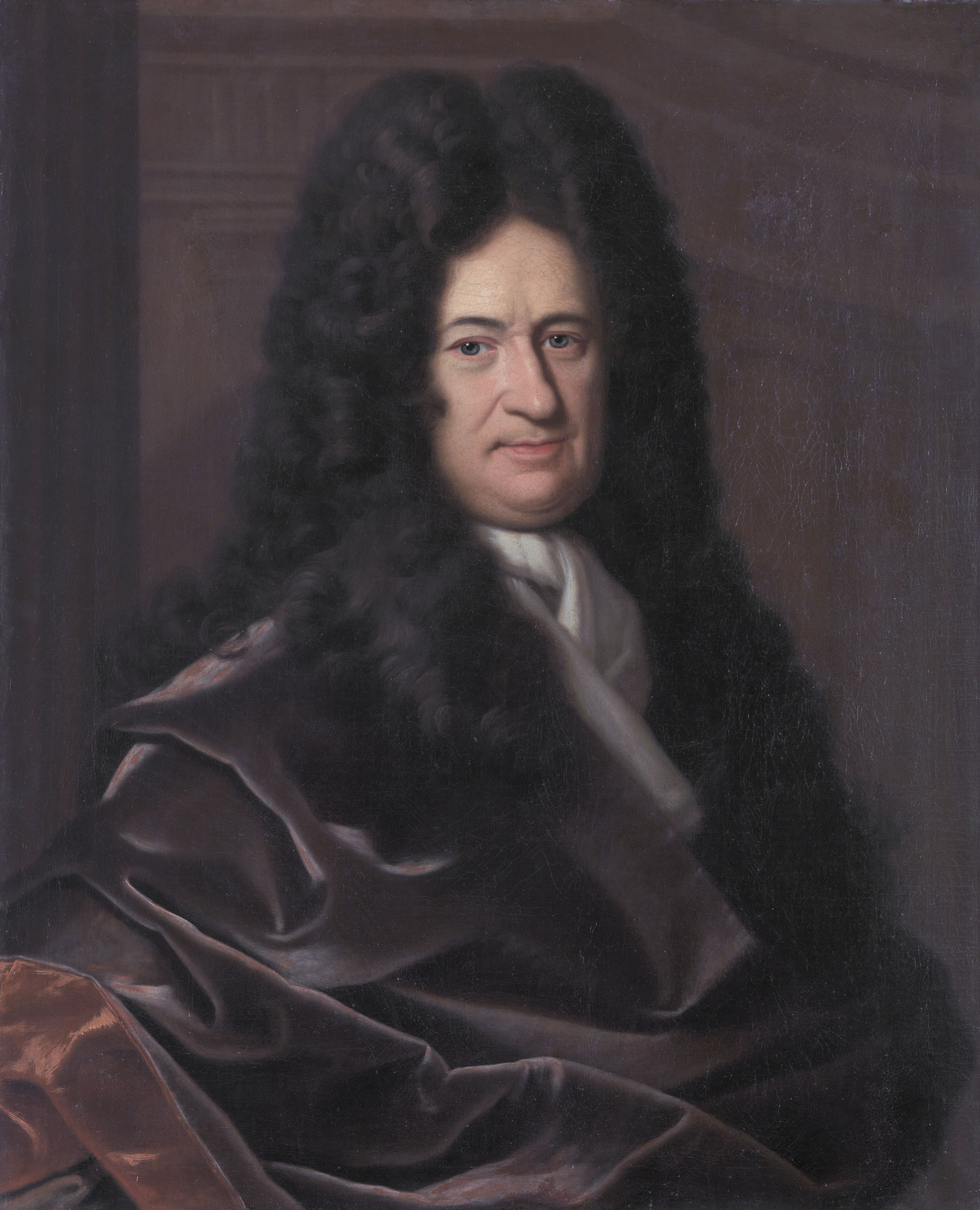
Gottfried Leibniz acuñó el término «función» en el.

El concepto de función como un objeto matemático independiente, susceptible de ser estudiado por sí solo, no apareció hasta los inicios del cálculo en el siglo XVII. René Descartes, Isaac Newton y Gottfried Leibniz establecieron la idea de función como dependencia entre dos cantidades variables. Leibniz en particular acuñó los términos «función», «variable», «constante» y «parámetro». La notación f(x) fue utilizada por primera vez por el francés Alexis Claude Clairaut, y por el suizo Leonhard Euler en su obra Commentarii de San petersburgo en 1736.
Inicialmente, una función se identificaba, a efectos prácticos, con una expresión analítica que permitía calcular sus valores. Sin embargo, esta definición tenía algunas limitaciones: expresiones distintas pueden arrojar los mismos valores, y no todas las «dependencias» entre dos cantidades pueden expresarse de esta manera. En 1837, el matemático alemán Johann Peter Gustav Lejeune Dirichlet propuso la definición moderna de función numérica como una correspondencia cualquiera entre dos conjuntos de números, que asocia a cada número en el primer conjunto un único número del segundo.
La intuición sobre el concepto de función también evolucionó. Inicialmente la dependencia entre dos cantidades se imaginaba como un proceso físico, de modo que su expresión algebraica capturaba la ley física que correspondía a este. La tendencia a una mayor abstracción se vio reforzada a medida que se encontraron ejemplos de funciones sin expresión analítica o representación geométrica sencillas, o sin relación con ningún fenómeno natural; y por los ejemplos «patológicos» como funciones continuas sin derivada en ningún punto.
Durante el siglo XIX los matemáticos alemanes Julius Wilhelm Richard Dedekind, Karl Weierstrass y Georg Cantor, partiendo de un estudio profundo de los números reales, desarrollaron la teoría de funciones, siendo esta teoría independiente del sistema de numeración empleado.[cita requerida] Con el desarrollo de la teoría de conjuntos, en los siglos XIX y XX surgió la definición actual de función, como una correspondencia entre dos conjuntos de objetos cualesquiera, no necesariamente numéricos. También se asoció con otros conceptos vinculados como el de relación binaria.

## Introducción

Representación gráfica de la posición de un cuerpo acelerado a 0,66 m/s^{2}

Una función es un objeto matemático que se utiliza para expresar la dependencia entre dos magnitudes, y puede presentarse a través de varios aspectos complementarios. Un ejemplo habitual de función numérica es la relación entre la posición y el tiempo en el movimiento de un cuerpo. 
Un móvil que se desplaza con una aceleración de 0,66 m/s2 recorre una distancia d que está en función del tiempo transcurrido t. Se dice que d es la variable dependiente y t la variable independiente. Estas magnitudes, calculadas a priori o medidas en un experimento, pueden consignarse de varias maneras. (Se supone que el cuerpo parte en un instante en el que se conviene que el tiempo es t = 0 s.)
Los valores de las variables pueden recogerse en una tabla, anotando la distancia recorrida d en un cierto instante t, para varios momentos distintos:
| Tiempo t (s) | Distancia d (m) |
| ------------ | --------------- |
| 0,0          | 0,0             |
| 0,5          | 0,1             |
| 1,0          | 0,3             |
| 1,5          | 0,7             |
| 2,0          | 1,3             |
| 2,5          | 2,0             |

La gráfica en la imagen es una manera equivalente de presentar la misma información. Cada punto de la curva roja representa una pareja de datos tiempo-distancia, utilizando la correspondencia entre puntos y coordenadas del plano cartesiano. También puede utilizarse una regla o algoritmo que dicte como se ha de calcular d a partir de t. En este caso, la distancia que recorre un cuerpo con esta aceleración está dada por la expresión:
{\displaystyle d=0,33\times t^{2}}
donde las magnitudes se expresan unidades del SI. De estos tres modos se refleja que existe una dependencia entre ambas magnitudes.
Una función también puede reflejar la relación de una variable dependiente con varias variables independientes. Si el cuerpo del ejemplo se mueve con una aceleración constante pero indeterminada a, la distancia recorrida es una función entonces de a y t; en particular, {\displaystyle d={\frac {a\times t^{2}}{2}}}. Las funciones también se utilizan para expresar la dependencia entre otros objetos cualesquiera, no solo los números. Por ejemplo, existe una función que a cada polígono le asigna su número de lados; o una función que a cada día de la semana le asigna el siguiente:
Lunes → Martes, Martes → Miércoles,..., Domingo → Lunes

## Definición
Una función se define como una asociación entre  conjuntos, el dominio y el codominio; de tal manera que a cada elemento del dominio le corresponda al menos un elemento del codominio:
| Dados dos conjuntos A y B, una función entre ellos es una asociación f que a cada elemento de A le asigna un único elemento de B. Se dice entonces que A es el dominio (también conjunto de partida o conjunto inicial) de f y que B es su codominio (también conjunto de llegada o conjunto final). |

Un objeto  {\displaystyle a} en el dominio {\displaystyle A} se denomina la variable independiente; y un objeto genérico {\displaystyle b} del codominio {\displaystyle B} es la variable dependiente. También se les llama valores de entrada y de salida, respectivamente. Esta definición es precisa, aunque en matemática se utiliza una definición formal más rigurosa, que construye las funciones como un objeto concreto a partir de la idea de pares ordenados. Es decir, una función es un conjunto de pares ordenados en el cual el primer elemento de cada par no se repite.

### Ejemplos
- Todos los números reales tienen un cubo, por lo que existe la función «cubo» que a cada número en el dominio {\displaystyle \mathbb {R} } (números reales) le asigna su cubo en el codominio {\displaystyle \mathbb {R} }.
- Exceptuando al 0, todos los números reales tienen un único inverso. Existe entonces la función «inversa» cuyo dominio son los números reales no nulos {\displaystyle \mathbb {R} -\{0\}}, y con codominio {\displaystyle \mathbb {R} }.
- Existe una función «área» que a cada triángulo del plano (en la colección {\displaystyle T} de todos ellos, su dominio), le asigna su área, un número real positivo, luego su codominio es {\displaystyle \mathbb {R} ^{+}}.

### Definición formal. Generalizaciones
Las funciones pueden definirse en términos de otros objetos matemáticos, como los conjuntos y los pares ordenados. En particular, una función es un caso particular de relación binaria, luego esta definición está basada en la que se adopte para las relaciones. En el enfoque «extensivo» se identifica una función con su gráfica:
| Una función es un conjunto f de pares ordenados tal que no contiene dos pares distintos con la misma primera componente: {\displaystyle (a,b),\,(a,c)\in f\Rightarrow b=c} El dominio (la imagen) de la función es entonces el conjunto de primeras (segundas) componentes: {\displaystyle {\begin{aligned}&{\text{Dom}}(f)=\{a\in A:{\text{ Existe }}b{\text{ con }}(a,b)\in f\}\\&{\text{Im}}(f)=\{b\in B:{\text{ Existe }}a{\text{ con }}(a,b)\in f\}\end{aligned}}} |

En la definición extensiva no aparece el concepto de codominio como conjunto potencial donde está contenido el recorrido. En algunas áreas de la matemática es importante preservar esta distinción, y por tanto se usa una definición distinta:
| Una función es una terna de conjuntos f = (A, B, G(f)), el dominio, el codominio y el grafo de f, tales que: 1. G(f) ⊂ A × B 2. Todo elemento del dominio tiene imagen: para cada a ∈ A, existe un b ∈ B tal que (a, b) ∈ G(f) 3. Esta imagen es única: si (a, b), (a, c) ∈ G(f), entonces b = c. |

Con esta definición, dos funciones con el mismo grafo son distintas si su codominio no coincide. 

### Funciones parciales
También se habla en ocasiones de funciones parciales, para las que no necesariamente cada elemento del dominio posee una imagen, en contraste con las funciones como se han definido antes, que se denominan totales. A las funciones parciales también se las llama correspondencias o relaciones unívocas.

### Función multivaluada
En matemáticas, una función multivaluada entre X  e Y es un subconjunto del producto cartesiano X × Y de manera que a un elemento de X  le pueden corresponder uno o más elementos de Y , en contradicción con la definición de función. Tomamos la definición del término  correspondencia de la versión inglesa de este artículo.

### Funciones con múltiples variables
Una función multivariable, función multivariada o función de varias variables es una función que depende de varios argumentos.
{\displaystyle {\begin{array}{rrcl}f:&A\times B&\longrightarrow &C\\&(a,b)&\mapsto &c=f(a,b)\end{array}}}
Existen muchos ejemplos de funciones que necesitan dos o más valores para ser calculadas, como la función «tiempo de viaje» {\displaystyle t}, que viene dada por el cociente entre la distancia ({\displaystyle d}) y la velocidad media ({\displaystyle v}): cada pareja de números reales positivos (una distancia y una velocidad) tiene asociada un número real positivo (el tiempo de viaje). Por tanto, una función puede tener dos o más variables independientes.
{\displaystyle {\begin{array}{rrcl}f:&D\times V&\longrightarrow &T\\&(d,v)&\mapsto &t={\cfrac {e}{v}}\end{array}}}
La noción de función de múltiples variables independientes no necesita de una definición específica separada de la de función «ordinaria». La generalidad de la definición anterior, en la que se contempla que el dominio sea un conjunto de objetos matemáticos arbitrarios, permite omitir la especificación de dos o más conjuntos de variables independientes, {\displaystyle A_{1}} y {\displaystyle A_{2}}, por ejemplo. En lugar de ello, el dominio se toma como el conjunto de las parejas {\displaystyle (a_{1},a_{2})}, con primera componente en {\displaystyle A_{1}} y segunda componente en {\displaystyle A_{2}}. Este conjunto se denomina el producto cartesiano de {\displaystyle A_{1}} y {\displaystyle A_{2}}, y se denota por {\displaystyle A_{1}\times A_{2}}. 
De este modo las dos variables independientes quedan reunidas en un solo objeto. Por ejemplo, en el caso de la función {\displaystyle T}, su dominio es el conjunto {\displaystyle \mathbb {R} ^{+}\times \mathbb {R} ^{+}}, el conjunto de parejas de números reales positivos. En el caso de más de dos variables, la definición es la misma, usando un conjunto ordenado de múltiples objetos, {\displaystyle (a_{1},...,a_{n})}, una n-tupla. También el caso de múltiples variables dependientes se contempla de esta manera. Por ejemplo, una función división puede tomar dos números naturales como valores de entrada (dividendo y divisor) y arrojar dos números naturales como valores de salida (cociente y resto). Se dice entonces que esta función tiene como dominio y codominio el conjunto {\displaystyle \mathbb {N} \times \mathbb {N} }.

### Notación y Nomenclatura
La notación habitual para presentar una función {\displaystyle f} con dominio {\displaystyle A} y codominio {\displaystyle B} es:

{\displaystyle {\begin{array}{rrcl}f:&A&\longrightarrow &B\\&a&\mapsto &b=f(a)\end{array}}}

También se dice que {\displaystyle f} es una función «de {\displaystyle A} a {\displaystyle B}». El dominio de una función {\displaystyle f} se denota también por {\displaystyle dom(f),D(f),Df}, etc. Por {\displaystyle f(a)} se resume la operación o regla que permite obtener el elemento de {\displaystyle B} asociado a un cierto {\displaystyle a\in A}, denominado la imagen de {\displaystyle a}.

#### Ejemplos
- La función «cubo» puede denotarse ahora como {\displaystyle f:\mathbb {R} \to \mathbb {R} }, con {\displaystyle f(x)=x^{3}} para cada número real {\displaystyle x}.
- La función «inverso» es {\displaystyle g:\mathbb {R} -\{0\}\to \mathbb {R} }, con {\displaystyle g(x)=x^{-1}} para cada {\displaystyle x} real y no nulo.
- La función «área» se puede denotar como {\displaystyle A:T\to R}, y entonces {\displaystyle A(t)=B\times {\frac {H}{2}}}, donde {\displaystyle t} es un triángulo del plano, {\displaystyle B} su base, y {\displaystyle H} su altura.

La notación utilizada puede ser un poco más laxa, como por ejemplo {\displaystyle f(n)={\sqrt {n}}}. En dicha expresión, no se especifica que conjuntos se toman como dominio y codominio. En general, estos vendrán dados por el contexto en el que se especifique dicha función. En el caso de funciones de varias variables (dos, por ejemplo), la imagen del par {\displaystyle (a_{1},a_{2})} no se denota por {\displaystyle f((a_{1},a_{2}))}, sino por {\displaystyle f(a_{1},a_{2})}, y similarmente para más variables.
Existen además terminologías diversas en distintas ramas de la matemática para referirse a funciones con determinados dominios y codominios:
- Función real: {\displaystyle f:\mathbb {R} \to \mathbb {R} }
- Función compleja: {\displaystyle f:\mathbb {C} \to \mathbb {C} }
- Función escalar: {\displaystyle f:\mathbb {R} ^{n}\to \mathbb {R} }
- Función vectorial: {\displaystyle f:\mathbb {R} ^{n}\to \mathbb {R} ^{m}}

También las sucesiones infinitas de elementos tales como {\displaystyle a,b,c,...} son funciones, cuyo dominio en este caso son los números naturales. Las palabras «función», «aplicación», «mapeo», u otras como «operador», «funcional», etc., pueden designar tipos concretos de función según el contexto. Adicionalmente, algunos autores restringen la palabra «función» para el caso en el que los elementos del conjunto inicial y final son números.

### Imagen e imagen inversa
Los elementos del codominio {\displaystyle B} asociados con algún elemento del dominio {\displaystyle A} constituyen la imagen de la función.
| Dada una función f : A → B, el elemento de B que corresponde a un cierto elemento a del dominio A se denomina la imagen de a, f(a). El conjunto de las imágenes de cada elemento del dominio es la imagen de la función f (también rango o recorrido de f). El conjunto de las imágenes de un subconjunto cualquiera del dominio, X ⊆ A, se denomina la imagen de X. |

La anti-imagen de cada partido es el conjunto de los electores que lo votaron.

La imagen de una función {\displaystyle f} se denota por {\textstyle {\text{Im}}(f)} o {\displaystyle f(A)}, mientras que la imagen de un subconjunto {\textstyle X\subseteq A} se denota, a su vez, por {\displaystyle f(X)} o {\displaystyle f[X]}. En notación conjuntista las imágenes de {\displaystyle f} y {\displaystyle X} se denotan:

{\displaystyle {\begin{aligned}&{\text{Im}}(f)=f(A)=\{b\in B:{\text{existe }}a\in A{\text{ tal que }}f(a)=b\}\\&f(X)=\{b\in B:{\text{existe }}a\in X\subseteq A{\text{ tal que }}f(a)=b\}\end{aligned}}}

La imagen de una función f es un subconjunto del codominio de la misma, pero no son necesariamente iguales: pueden existir elementos en el codominio que no son la imagen de ningún elemento del dominio, es decir, que no tienen preimagen.
| La imagen inversa (también anti-imagen o preimagen) de un elemento b del codominio B es el conjunto de elementos del dominio A que tienen a b por imagen. Se denota por f−1(b). La imagen inversa de un subconjunto cualquiera del codominio, Y ⊆ B, es el conjunto de las preimágenes de cada elemento de Y, y se escribe f−1(Y). |

Así, la preimagen de un elemento del codominio puede no contener ningún objeto o, por el contrario, contener uno o más objetos, cuando a uno o varios elementos del dominio se les asigna dicho elemento del codominio. En notación conjuntista, se escriben:

{\displaystyle {\begin{aligned}&f^{-1}(b)=\{a\in A:f(a)=b\}\\&f^{-1}(Y)=\{a\in A:{\text{ existe }}b\in Y{\text{ con }}f(a)=b\}\end{aligned}}}

#### Ejemplos
- La imagen de la función cubo f es todo {\displaystyle \mathbb {R} }, ya que todo número real posee una raíz cúbica real. En particular, las raíces cúbicas de los números positivos (negativos) son positivas (negativas), por lo que se tiene, por ejemplo, {\displaystyle f^{-1}(\mathbb {R} ^{+})=\mathbb {R} ^{+}}
- El recorrido de la función inverso g no es igual a su codominio, ya que no hay ningún número real x cuyo inverso sea 0.
- Para la función «clasificación en géneros» γ se tiene:

γ(Perro) = Canis, y γ−1(Canis) = {Perro, coyote, chacal,...}.
- Como el área es siempre un número positivo, el recorrido de la función área A es {\displaystyle \mathbb {R} ^{+}}.
- En el diagrama puede comprobarse que la imagen de la función voto v no coincide con el codominio, ya que el partido C no recibió ningún voto. Sin embargo puede verse que, por ejemplo, v−1(Partido A) tiene 2 elementos.

### Igualdad de funciones
Dadas dos funciones, para que sean idénticas han de tener el mismo dominio y codominio, y asignar la misma imagen a cada elemento del dominio:
| Dadas dos funciones f : A → B y g : C → D, son iguales o idénticas si se cumple: - Tienen el mismo dominio: A = C - Tienen el mismo codominio: B = D - Asignan las mismas imágenes: para cada x ∈ A = C, se tiene que f(x) = g(x) |

## Funciones inyectivas, sobreyectivas y biyectivas
La imagen inversa de un elemento del codominio puede ser vacía, o contener varios objetos del dominio. Esto da lugar a la siguiente clasificación:
| Funciones       | Inyectiva             | No inyectiva |
| Sobreyectiva    | \| \| \| Biyectiva \| |              |
| No sobreyectiva |                       |              |
|                 |                       |              |
| Biyectiva       |                       |              |

| - Se dice que una función f : A → B es inyectiva si las imágenes de elementos distintos son distintas: {\displaystyle {\text{Si }}a,a'\in A{\text{ y }}a\neq a',{\text{ entonces }}f(a)\neq f(a')} o, de modo equivalente, si solo asigna imágenes idénticas a elementos idénticos: {\displaystyle {\text{Si }}a,a'\in A{\text{ y }}f(a)=f(a'),{\text{ entonces }}a=a'} - Una función f : A → B se dice suprayectiva (o sobreyectiva) si su imagen es igual a su codominio: {\displaystyle {\text{Im}}(f)=B\!} o, de modo equivalente, si todo elemento del codominio es la imagen de algún elemento del dominio: {\displaystyle {\text{Para cada }}b\in B{\text{ existe un }}a\in A{\text{ con }}f(a)=b} |

Las funciones inyectivas no repiten las imágenes: si b = f(a), ningún otro a' tiene por imagen a b, por lo que la anti-imagen de este último solo contiene al elemento a. Las funciones suprayectivas recorren todo el codominio, por lo que ninguna anti-imagen puede estar vacía. La definición de función suprayectiva asume que esta tiene un codominio especificado previamente. De lo contrario, la noción de suprayectividad no tiene sentido.
Cuando una función tiene ambas propiedades a la vez, se dice que es una biyección entre ambos conjuntos:
| Una función f : A → B se dice biyectiva si es inyectiva y suprayectiva. |

Las funciones biyectivas constituyen un «emparejamiento perfecto» entre los elementos del dominio y el codominio: cada elemento en A tiene una única «pareja» en B —como todas las funciones—, y a cada elemento de B le corresponde uno solo en A —al menos uno por ser suprayectiva, y como mucho uno por ser inyectiva—.

### Ejemplos
- La función cubo {\displaystyle f:\mathbb {R} \to \mathbb {R} } es biyectiva. Es inyectiva porque dos números reales que tienen el mismo cubo son idénticos, y es suprayectiva porque {\displaystyle Im(f)=\mathbb {R} }.
- La función «inverso» {\displaystyle g:\mathbb {R} \backslash {0}\to \mathbb {R} } es inyectiva, ya que el inverso de cada número real no nulo es único (1/x = 1/y implica necesariamente que x = y). Sin embargo no es suprayectiva, dado que {\displaystyle Im(g)=\mathbb {R} \backslash {0}.}
- La función de clasificación de mamíferos γ: M → G no es inyectiva, ya que hay mamíferos distintos en el mismo género (por ejemplo, γ(Yak) = γ(Toro) = Bos). Sin embargo sí es suprayectiva, ya que en cada género de mamíferos hay clasificada al menos una especie de mamíferos.
- La función área A: T → R no es sobreyectiva, ya que Im(A) = R+. Tampoco es inyectiva, ya que pueden construirse con facilidad triángulos distintos con la misma área.
- En la imagen pueden verse varios ejemplos de funciones entre un conjunto de pinceles P y un conjunto de caras C.

## Álgebra de funciones
Con las funciones puede realizarse una operación de composición con propiedades similares a las de la multiplicación.

### Composición de funciones

La composición g ∘ f actúa sobre el objeto x transformándolo según f, y después transformando f(x) mediante g.

Dadas dos funciones, bajo ciertas condiciones podemos usar los valores de salida de una de ellas como valores de entrada para la otra, creando una nueva función.
| Sean dos funciones f : A → B y g : C → D, tales que el recorrido de la primera esté contenido en el dominio de la segunda, Im(f) ⊆ C. Entonces puede formarse la composición de g con f, la función g ∘ f : A → D que a cada a en el dominio A le asocia el elemento (g ∘ f)(a) = g(f(a)). |

Es decir, la composición g ∘ f hace actuar primero la función f sobre un elemento de A, y luego g sobre la imagen que se obtenga:

{\displaystyle x\mapsto f(x)\mapsto g(f(x))}

La condición Im(f) ⊆ C asegura precisamente que este segundo paso se pueda llevar a cabo.
Ejemplos
- La imagen de la función «inverso» g es R \ {0} —puesto que todo número real no nulo es el inverso de otro—, y por tanto está contenido en el dominio de la función cubo f, que es R. La composición f ∘ g: R \ {0} → R actúa entonces como f(g(x)) = f(1/x) = (1/x)3 = 1/x3.
- Dadas las funciones reales {\displaystyle h_{1}:\mathbb {R} \to \mathbb {R} } y {\displaystyle h_{2}:\mathbb {R} \to \mathbb {R} } dadas por {\displaystyle h_{1}(x)=x^{2}} y {\displaystyle h_{2}(x)=x+1}, puede tomarse la composición en ambos órdenes, h1 ∘ h2 y h2 ∘ h1. Sin embargo, son funciones distintas, ya que:

{\displaystyle (h_{1}\circ h_{2})(x)=h_{1}(h_{2}(x))=h_{1}(x+1)=(x+1)^{2}=x^{2}+2x+1}, y
{\displaystyle (h_{2}\circ h_{1})(x)=h_{2}(h_{1}(x))=h_{2}(x^{2})=x^{2}+1}
- La función γ que clasifica los mamíferos en géneros puede componerse con la función ω: G → Or que clasifica los géneros de mamíferos en órdenes —que forman el conjunto Or—. La función ω ∘ γ asigna a cada mamífero su orden:

(ω ∘ γ)(Humano) = ω(Homo) = Primate, (ω ∘ γ)(Guanaco) = ω(Lama) = Artiodactyla

### Función identidad
En cualquier conjunto puede definirse una función identidad, que teniendo como dominio y codominio al propio conjunto, asocia cada elemento consigo mismo.
| Dado un conjunto A, la función identidad de A es la función idA : A → A que a cada a ∈ A le asocia idA(a) = a. |

También se denota como IA. La función identidad actúa como un elemento neutro al componer funciones, ya que no «hace nada». 
La función única sobre un conjunto X que asigna cada elemento a sí mismo se denomina función de identidad para X y, típicamente, se indica con idX. Cada conjunto tiene su propia función de identidad, por lo que el subíndice no puede omitirse a menos que el conjunto pueda deducirse del contexto. Bajo composición, una función de identidad es «neutral»: si f es cualquier función de X a Y, entonces:
| Dada una función cualquiera f : A → B se tiene: {\displaystyle {\begin{aligned}&f\circ {\text{id}}_{A}=f\\&{\text{id}}_{B}\circ f=f\end{aligned}}} |

Es decir, dado un elemento x ∈ A, se tiene que:

{\displaystyle {\begin{aligned}&x\ {\stackrel {{\text{id}}_{A}}{\longmapsto }}\ x\ {\stackrel {f}{\longmapsto }}\ f(x)\\&x\ {\stackrel {f}{\longmapsto }}\ f(x)\ {\stackrel {{\text{id}}_{B}}{\longmapsto }}\ f(x)\end{aligned}}}

### Función inversa
Una función puede tener inversa, es decir, otra función que al componerla con ella resulte en la identidad, del mismo modo que un número multiplicado por su inverso da 1.
| Dada una función f : A → B, se dice que g : B → A es la inversa o recíproca de f si se cumple: {\displaystyle {\begin{aligned}&f\circ g={\text{id}}_{B}\\&g\circ f={\text{id}}_{A}\end{aligned}}} La inversa se denota por g = f−1, y tanto f como f−1 se dicen invertibles. |

No todas las funciones son invertibles, sino que solo aquellas que sean biyectivas poseen inversa:
| Toda función biyectiva f es invertible, y su inversa f−1 es biyectiva a su vez. Recíprocamente, toda función invertible f es biyectiva. |

La notación para funciones inversas puede ser confusa. Para un elemento del codominio b, f−1(b) puede denotar tanto la anti-imagen de b (un subconjunto del dominio), como a la imagen de b por la función inversa de f (un elemento del dominio), en el caso de que f sea invertible.

#### Ejemplos.
- La función «exponencial» {\displaystyle h:\mathbb {R} \to \mathbb {R} }, que asocia a cada número real su exponencial, {\displaystyle h(x)=e^{x}}, no es invertible, ya que no es suprayectiva: ningún número negativo pertenece a la imagen de h.
- Existe una función que calcula el cambio entre dos divisas. En el caso del cambio de rupias a quetzales (las monedas de la India y Guatemala), la conversión está dada (en 2011) por:
 Q(r) = 0,15 × r
Esta función de cambio tiene inversa, la conversión recíproca de quetzales a rupias:
 R(q) = 6,65 × q
- La función cubo f(x) = x3 es invertible, ya que podemos definir la función inversa mediante la raíz cúbica, f−1(x) = 3√x.
- La función de clasificación en géneros γ: M → G no es invertible, ya que no es inyectiva, y para cada género pueden existir varios mamíferos clasificados en él.
- La función que asigna a cada día de la semana su siguiente tiene por inversa la función que asigna a cada día de la semana su antecesor:

Lunes → Domingo, Martes → Lunes,..., Domingo → Sábado

### Restricción y extensión

La función que asigna a cada mujer del electorado su voto es una restricción de la función que a cada miembro del electorado le asigna su voto.

La restricción de una función dada es otra función definida en una parte del dominio de la original, pero que «actúa igual» que esta. Se dice también que la primera es una extensión de la segunda. Informalmente, una restricción de una función f es el resultado de recortar su dominio. De manera más precisa, si S es un subconjunto de X, la restricción de f a S es la función f | S de S a Y tal que f | S (s) = f (s) para todo s en S. Si g es a Restricción de f, entonces se dice que f es una extensión de g.
| Dadas dos funciones f : A → B y g : C → D, de forma que el dominio de g sea un subconjunto del dominio de f, C ⊆ A, y cuyas imágenes coinciden en este subconjunto: {\displaystyle f(x)=g(x),{\text{ para cada }}x\in C\,,} se dice entonces que g es la restricción de f al subconjunto C, y que f es una extensión de g. |

La restricción de una función f: A → B a un subconjunto C ⊆ A se denota por f|C.

## Representación de funciones
Las funciones se pueden presentar de distintas maneras:
- usando una relación matemática descrita mediante una expresión matemática: ecuaciones de la forma {\displaystyle y=f(x)}. Cuando la relación es funcional, es decir satisface la segunda condición de la definición de función, se puede definir una función que se dice definida por la relación, A menos que se indique lo contrario, se supone en tales casos que el dominio es el mayor posible (respecto a inclusión) y que el codominio son todos los Reales. El dominio seleccionado se llama el dominio natural, de la función.

Ejemplo: y=x+2. Dominio natural es todos los reales.
Ejemplo: «Para todo x, número entero, y vale x más dos unidades».
- Como tabulación: tabla que permite representar algunos valores discretos de la función.

Ejemplo:
{\displaystyle {\begin{array}{c|rrrrrr}X&-2&-1&0&1&2&3\\\hline Y&0&1&2&3&4&5\\\end{array}}}
- Como pares ordenados: pares ordenados, muy usados en teoría de grafos.

Ejemplo: A={(-2, 0),(-1, 1),(0, 2),(1, 3),... (x, x+2)}
- Como gráfica: gráfica que permite visualizar las tendencias en la función. Muy utilizada para las funciones continuas típicas del cálculo, aunque también las hay para funciones discretas.

Ejemplo:

## Espacios de función
En análisis matemático, en específico en análisis funcional, es un conjunto de funciones de un conjunto X a un conjunto Y, de una clase dada. Se llama un espacio porque en la mayoría de las aplicaciones, es un espacio topológico o un espacio vectorial.
El conjunto de todas las funciones desde un conjunto X a un conjunto Y se denota X -> Y, por [X -> Y] o por Y^X. Esta última notación está motivada por el hecho de que cuando X e Y son finitos y de tamaño |X| y |Y| entonces el número de funciones de X -> Y es |Y^X| = |Y|^|X| Este es un ejemplo de la convención de la combinatoria enumerativa que proporciona anotaciones para conjuntos basados en sus cardinalidades. Si X es infinito y hay más de un elemento en Y entonces hay innumerables funciones de X a Y, aunque solo contablemente muchas de ellas pueden expresarse con una fórmula o un algoritmo.

### Curtiendo (Currying)
Un enfoque alternativo para manejar funciones con múltiples argumentos es transformarlas en una cadena de funciones que cada una toma un solo argumento. Por ejemplo, se puede interpretar Add (3,5) para significar "producir primero una función que añade 3 a su argumento, y luego aplicar la función 'Sumar 3' a 5". Esta transformación se llama currying: Add 3 es curry (Add) aplicado a 3. Hay una biyección entre los espacios de función CA × B y (CB) A.
Cuando se trabaja con funciones con curry, es habitual usar la notación de prefijo con la aplicación de función considerada asociativa a la izquierda, ya que la yuxtaposición de múltiples argumentos —como en f(x, y)— normalmente se correlaciona con la evaluación de una función curry. Por el contrario, los símbolos → y "are" se consideran asociativos a la derecha, de modo que las funciones curry pueden definirse mediante una notación como f: ℤ → ℤ → ℤ = x ⟼ y ⟼ x · y.